# Miss Costa Azul
Miss Costa Azul es un concurso de belleza francés que selecciona a una representante de los Alpes Marítimos y partes de Var en la región de Provenza-Alpes-Costa Azul (PACA) para el concurso nacional Miss Francia. El otro certamen regional dentro de PACA es Miss Provenza, que selecciona una representante de los demás departamentos de PACA y del resto de Var. La primera Miss Costa Azul fue coronada en 1932, aunque el concurso no se organizó regularmente hasta 1962.
La actual Miss Costa Azul es Lilou Émeline-Artuso, quien fue coronada Miss Costa Azul 2024 el 28 de julio de 2024. Seis mujeres de la Costa Azul han sido coronadas Miss Francia:
- Lyne de Souza, quien fue coronada Miss Francia 1933
- Yvonne Viseux, quien fue coronada Miss Francia 1947
- Nicole Drouin, coronada Miss Francia 1951, compitiendo como Miss Saint-Tropez
- Irène Tunc, quien fue coronada Miss Francia 1954
- Michèle Boulé, quien fue coronada Miss Francia 1966, compitiendo como Miss Cannes
- Sabrina Belleval, quien fue coronada Miss Francia 1981

## Resumen de resultados
- Ganadoras de Miss Francia: Lyne de Souza (1932); Yvonne Viseux (1946); Nicole Drouin (1950; Miss Saint-Tropez); Irène Tunc (1953); Michèle Boulé (1965; Miss Cannes); Sabrina Belleval (1980)
- Primeras finalistas: Solange Dessoy (1952; Miss Lavandou); Monique Lambert (1954)
- Segundas finalistas: Patricia Lelong (1975); Patricia Sismondini (1979); Louise Prieto (2001); Charlotte Pirroni (2014); Lara Gautier (2020)
- Terceras finalistas: Mireille Cayrac (1952; Miss Toulon); Elisabeth Gandolfi (1976); Aurianne Sinacola (2013)
- Cuartas finalistas: Corinne Luthringer (1988); Azemina Hot (2007); Charlotte Murray (2011); Manelle Souahlia (2009)
- Quintas finalistas: Flavy Barla (2022)
- Top 12/Top 15: Alice Troietto (1985); Nathalie Bianchi (1987); Marie Torrente (1991); Valérie Fredon (1992); Valérie Barrière (1993); Sabine Winczewski (1995); Élodie Robert (2006); Anaïs Governatori (2009); Marine Laugier (2010); Charlotte Mint (2012); Leanna Ferrero (2015); Caroline Perengo (2018); Valeria Pavelin (2021); Karla Bchir (2023)

## Galería

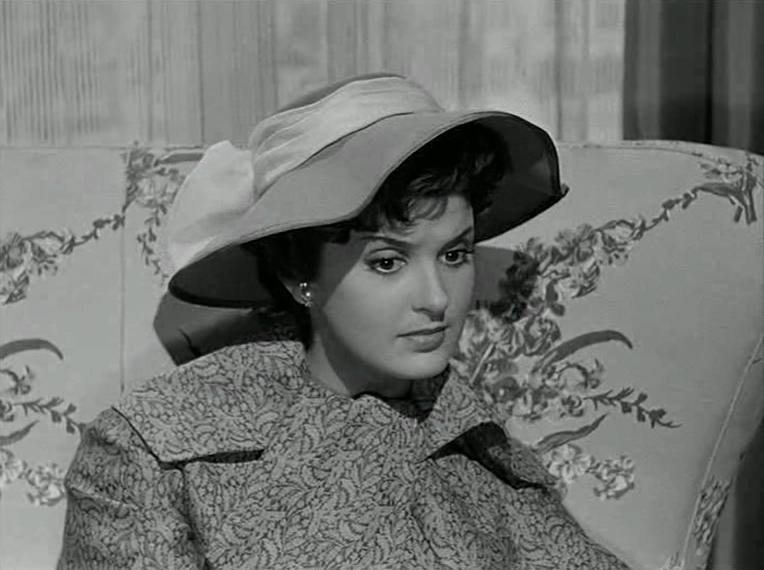
Miss Costa Azul 1953 y Miss Francia 1954 Irène Tunc
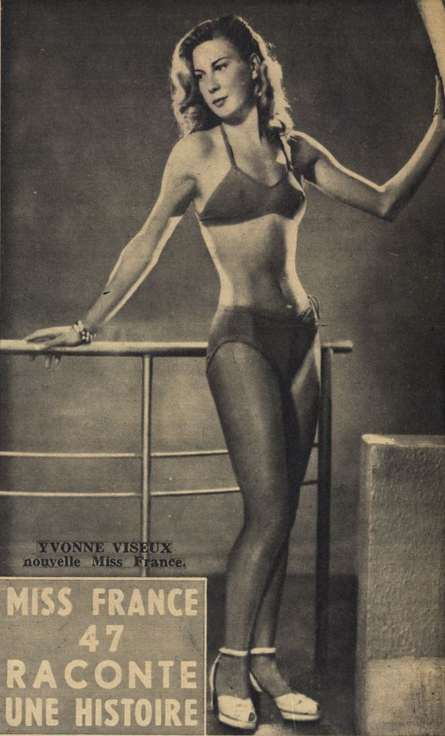
Miss Costa Azul 1946 y Miss Francia 1947 Yvonne Viseux
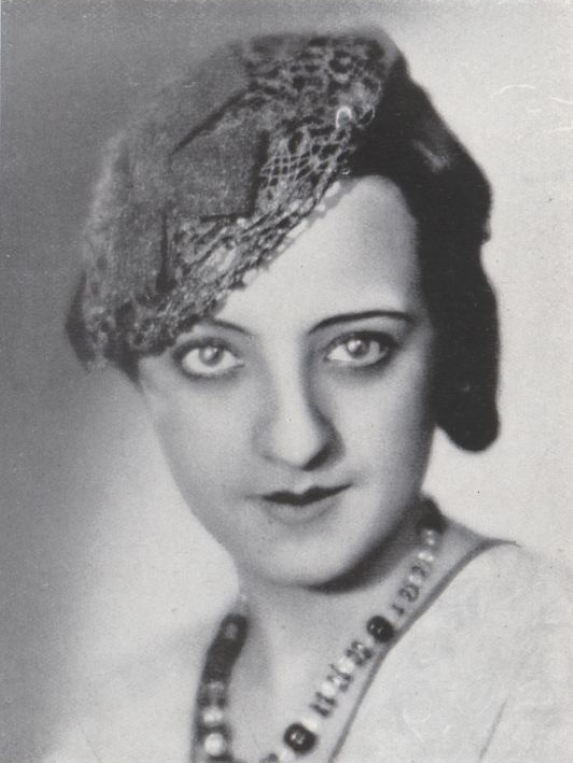
Miss Costa Azul 1932 y Miss Francia 1933 Lyne de Souza

## Ganadoras
| Año  | Nombre               | Edad | Altura          | Ciudad natal          | Posición en Miss Francia | Notas |
| ---- | -------------------- | ---- | --------------- | --------------------- | ------------------------ | --- |
| 2024 | Lilou Émeline-Artuso | 21   | 1,78 m (5′ 10″) | Antibes               | Cuarta finalista         | |
| 2023 | Karla Bchir          | 19   | 1,75 m (5′ 9″)  | Cannes                | Top 15                   | |
| 2022 | Flavy Barla          | 19   | 1,72 m (5′ 8″)  | Niza                  | Top 15 (5.ª finalista)   | |
| 2021 | Valeria Pavelin      | 24   | 1,85 m (6′ 1″)  | Niza                  | Top 15                   | Pavelin es hermana de Maria Pavelin, Miss Costa Azul 2016. |
| 2020 | Lara Gautier         | 22   | 1,74 m (5′ 9″)  | Contes                | Segunda finalista        | |
| 2019 | Manelle Souahlia     | 19   | 1,71 m (5′ 7″)  | Niza                  | Cuarta finalista         | |
| 2018 | Caroline Perengo     | 22   | 1,71 m (5′ 7″)  | Saint-Tropez          | Top 12                   | |
| 2017 | Julia Sidi Atman     | 21   | 1,79 m (5′ 10″) | Cannes                |                          | |
| 2016 | Maria Pavelin        | 21   | 1,78 m (5′ 10″) | Niza                  | No compitió              | Pavelin renunció tres meses después de su coronación para priorizar sus estudios y fue reemplazada por Scotte, su primera finalista. Pavelin es hermana de Valeria Pavelin, Miss Costa Azul 2021.             |
| 2016 | Jade Scotte          | 23   | 1,72 m (5′ 8″)  | Castellar             |                          | Pavelin renunció tres meses después de su coronación para priorizar sus estudios y fue reemplazada por Scotte, su primera finalista. Pavelin es hermana de Valeria Pavelin, Miss Costa Azul 2021.             |
| 2015 | Leanna Ferrero       | 20   | 1,72 m (5′ 8″)  | Cannes                | Top 12                   | |
| 2014 | Charlotte Pirroni    | 20   | 1,70 m (5′ 7″)  | Roquebrune-Cap-Martin | Segunda finalista        | Compitió en Miss Internacional 2015 |
| 2013 | Aurianne Sinacola    | 19   | 1,75 m (5′ 9″)  | Vallauris             | Tercera finalista        | Compitió en Miss Internacional 2014 |
| 2012 | Charlotte Mint       | 19   | 1,71 m (5′ 7″)  | Beausoleil            | Top 12                   | |
| 2011 | Charlotte Murray     | 23   | 1,79 m (5′ 10″) | Biot                  | Cuarta finalista         | |
| 2010 | Marine Laugier       | 22   | 1,77 m (5′ 10″) | Biot                  | Top 12                   | |
| 2009 | Anaïs Governatori    | 20   | 1,72 m (5′ 8″)  | Niza                  | Top 12                   | |
| 2008 | Audrey Sans          | 20   | 1,75 m (5′ 9″)  | Mougins               |                          | |
| 2007 | Azemina Hot          | 23   | 1,80 m (5′ 11″) | Niza                  | Cuarta finalista         | |
| 2006 | Élodie Robert        | 22   | 1,73 m (5′ 8″)  | Roquebrune-Cap-Martin | Top 12                   | |
| 2005 | Marjorie Delmont     | 20   | 1,79 m (5′ 10″) | Mandelieu-la-Napoule  |                          | |
| 2004 | Andréa Salvatore     | 18   | 1,72 m (5′ 8″)  |                       |                          | |
| 2003 | Anaïs Moretti        |      |                 |                       |                          | |
| 2002 | Sandra Marmand       |      |                 |                       |                          | |
| 2001 | Louise Prieto        |      |                 | Roquebrune-Cap-Martin | Segunda finalista        | |
| 2000 | Claire Parent        |      |                 | La Colle-sur-Loup     |                          | |
| 1999 | Olivia Elhoussine    |      |                 | La Colle-sur-Loup     |                          | |
| 1998 | Gaëlle Robert        |      |                 |                       |                          | |
| 1997 | Johanne Garcia       | 21   | 1,72 m (5′ 8″)  |                       |                          | |
| 1995 | Sabine Winczewski    |      |                 | Niza                  | Top 12                   | |
| 1994 | Magali Farrugia      |      |                 |                       |                          | |
| 1993 | Valérie Barrière     |      |                 |                       | Top 12                   | |
| 1992 | Valérie Fredon       |      |                 | La Crau               | Top 12                   | |
| 1991 | Marie Torrente       |      |                 |                       | Top 12                   | |
| 1990 | Sidonie Sourbé       |      |                 |                       |                          | |
| 1989 | Christelle Arsiel    |      |                 |                       |                          | |
| 1988 | Corinne Luthringer   |      |                 | Saint-Raphaël         | Cuarta finalista         | |
| 1987 | Nathalie Bianchi     |      |                 |                       | Top 12                   | Más tarde, Bianchi también fue coronada Miss Isla de Francia 1988. |
| 1986 | Florence Mourier     |      |                 |                       |                          | |
| 1985 | Alice Troietto       |      |                 |                       | Top 12                   | |
| 1983 | Stéphanie Guérin     |      |                 |                       |                          | |
| 1980 | Sabrina Belleval     | 16   | 1,66 m (5′ 5″)  | Niza                  | Miss Francia 1981        | |
| 1979 | Patricia Sismondini  |      |                 | Saint-Raphaël         | Segunda finalista        | |
| 1978 | Béatrice Burié       |      |                 |                       |                          | Burié fue coronada Miss Costa Azul dos años seguidos. |
| 1977 | Béatrice Burié       |      |                 |                       |                          | Burié fue coronada Miss Costa Azul dos años seguidos. |
| 1976 | Elisabeth Gandolfi   |      |                 |                       | Tercera finalista        | |
| 1975 | Patricia Lelong      |      |                 |                       | Segunda finalista        | |
| 1970 | Elisabeth Durand     |      |                 |                       |                          | |
| 1969 | Helena Colonna       | 24   |                 |                       |                          | |
| 1967 | Marie-Claude Douat   |      |                 | Saint-Raphaël         |                          | Douat fue coronada como Miss Saint-Raphaël. |
| 1965 | Michèle Boulé        | 17   |                 | Cannes                | Miss Francia 1966        | Top 15 en Miss Mundo 1966. Boulé fue coronada como Miss Cannes. |
| 1964 | Danielle Rivas       |      |                 |                       |                          | |
| 1962 | Nicole Cherrier      |      |                 |                       |                          | |
| 1955 | Maryse Fabre         |      |                 |                       |                          | |
| 1954 | Monique Lambert      |      |                 | Antibes               | Primera finalista        | |
| 1953 | Irène Tunc           | 19   |                 | Nice                  | Miss Francia 1954        | |
| 1952 | Nicky le Priol       |      |                 |                       |                          | En 1952, tres mujeres fueron coronadas para representar a la región con diferentes títulos. Le Priol fue coronada Miss Côte des Maures, Dessoy fue coronada Miss Lavandou, y Cayrac fue coronada Miss Toulon. |
| 1952 | Solange Dessoy       |      |                 | Le Lavandou           | Primera finalista        | En 1952, tres mujeres fueron coronadas para representar a la región con diferentes títulos. Le Priol fue coronada Miss Côte des Maures, Dessoy fue coronada Miss Lavandou, y Cayrac fue coronada Miss Toulon. |
| 1952 | Mireille Cayrac      |      |                 | Toulon                | Tercera finalista        | En 1952, tres mujeres fueron coronadas para representar a la región con diferentes títulos. Le Priol fue coronada Miss Côte des Maures, Dessoy fue coronada Miss Lavandou, y Cayrac fue coronada Miss Toulon. |
| 1950 | Nicole Drouin        |      |                 | Saint-Tropez          | Miss Francia 1951        | Drouin fue coronada como Miss Saint-Tropez. |
| 1946 | Yvonne Viseux        |      |                 |                       | Miss Francia 1947        | |
| 1932 | Lyne de Souza        |      |                 | Mouans-Sartoux        | Miss Francia 1933        | |